# Agapostemon splendens
Agapostemon splendens är en biart som först beskrevs av Amédée Louis Michel Lepeletier 1841.  Agapostemon splendens ingår i släktet Agapostemon och familjen vägbin. Inga underarter finns listade i Catalogue of Life.

## Bildgalleri

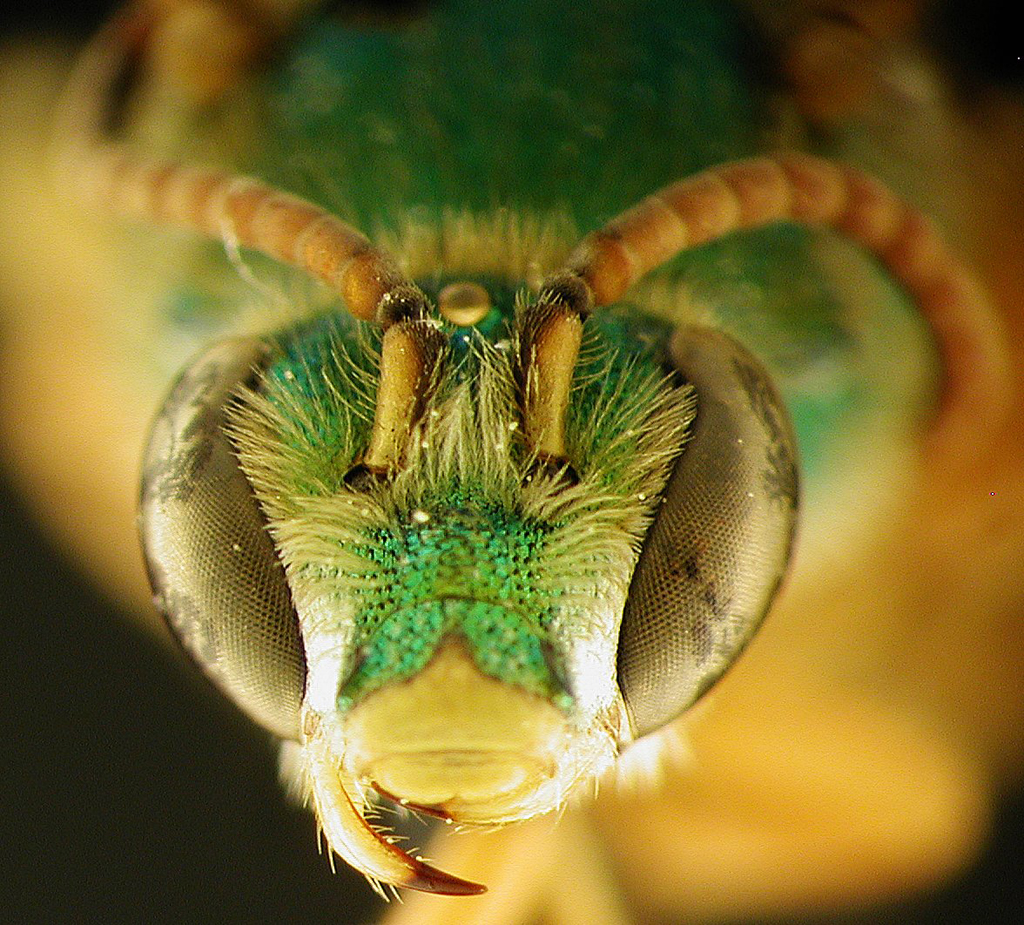
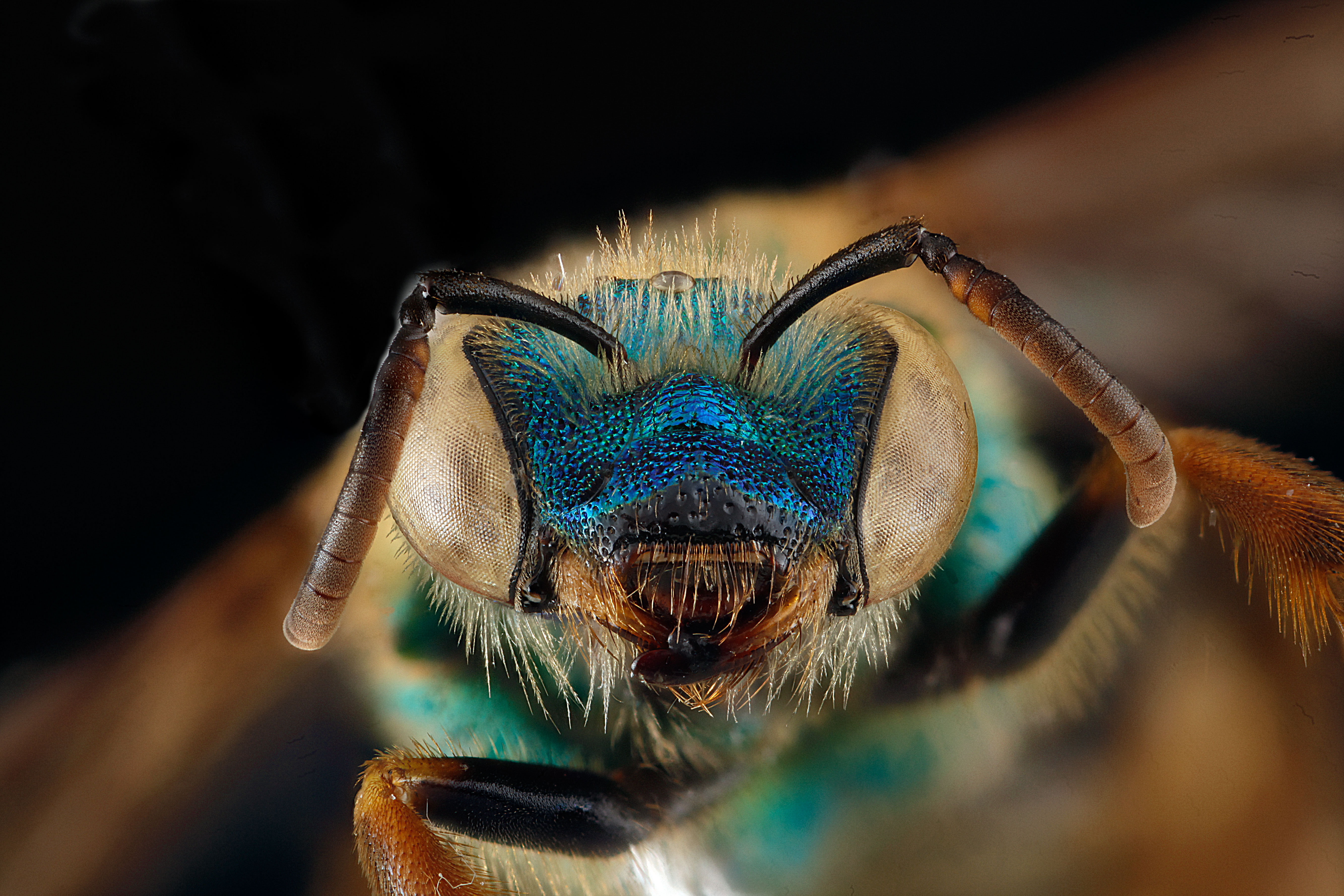
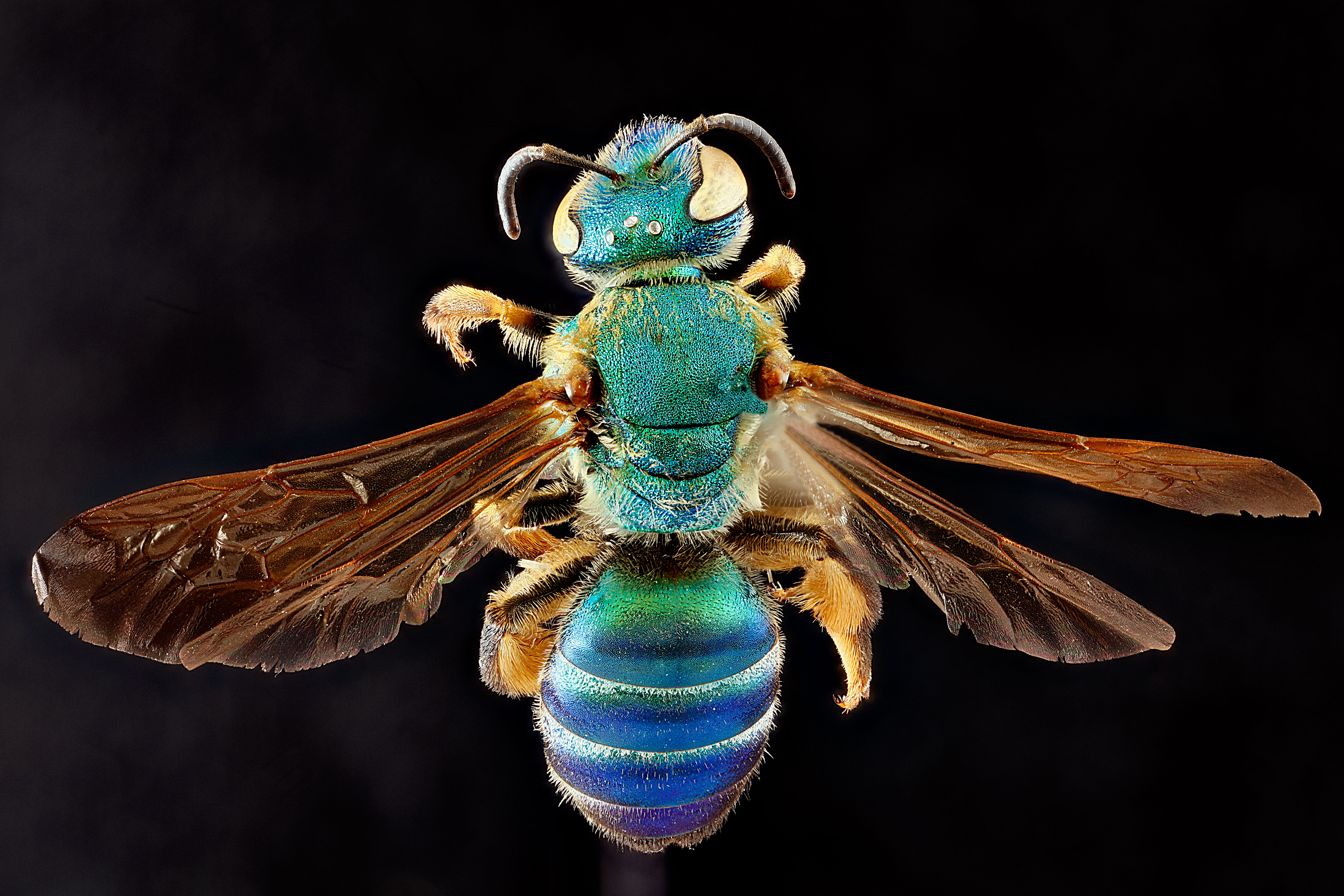
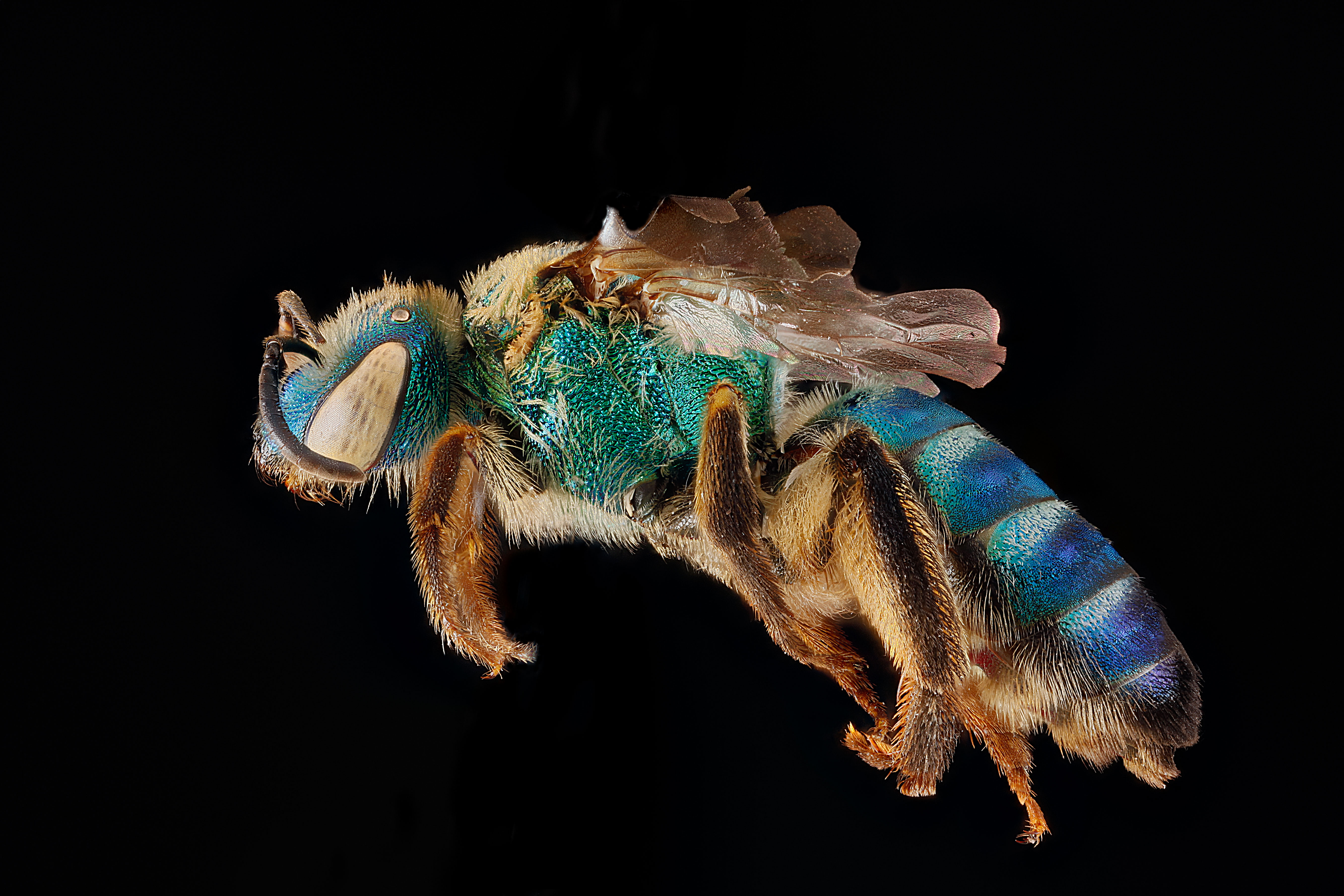
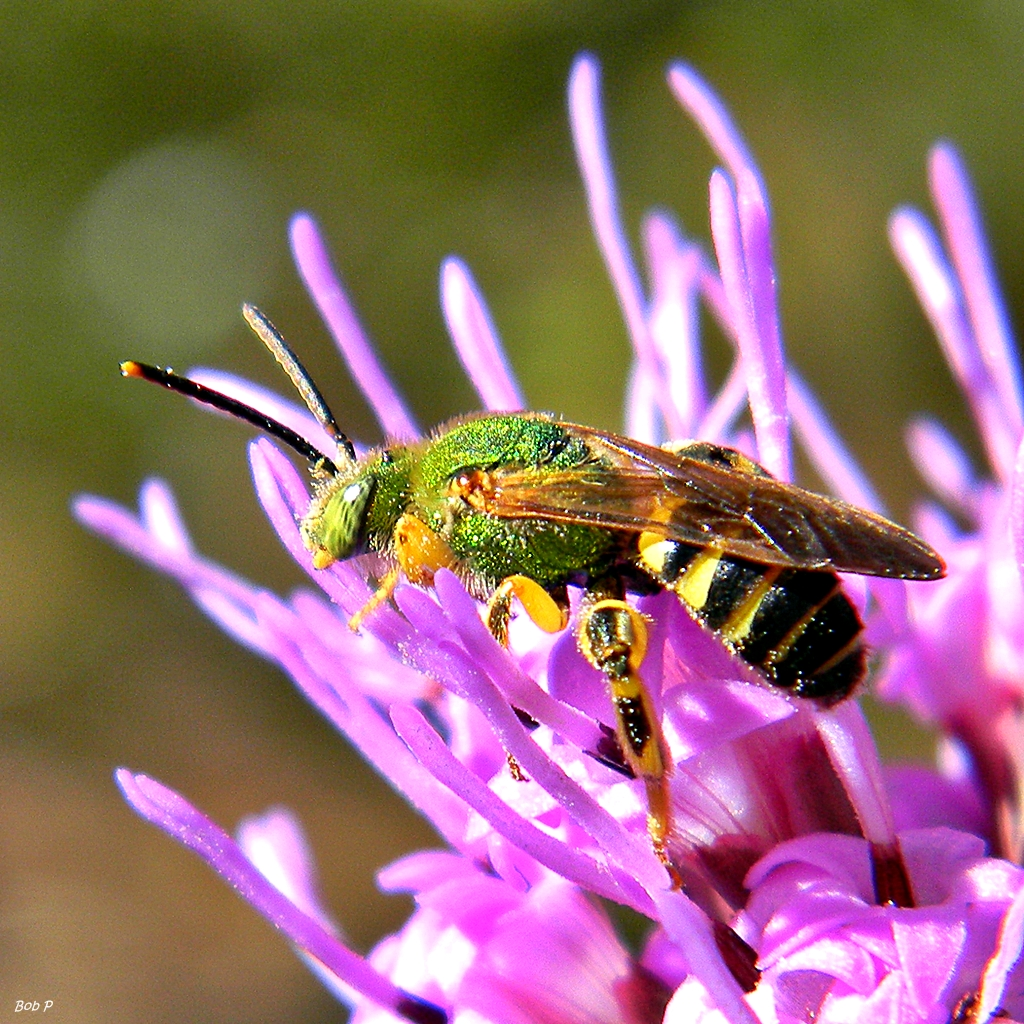